# Wesley Van Der Linden
Wesley Van Der Linden (* 7. März 1982) ist ein belgischer Cyclocross- und Straßenradrennfahrer.

## Karriere
Wesley Van Der Linden gewann bei den Cyclocross-Weltmeisterschaften 2003 die Silbermedaille und wurde in derselben Disziplin 2004 belgischer U23-Meister. Er gewann während seiner Karriere verschiedene Crosserennen des internationalen Kalenders. Sein größter Erfolg auf der Straße war 2004 ein Etappensieg beim Circuito Montañés.

## Erfolge

### Cyclocross
2003
- Belgischer Meister – Cyclocross (U23)
- Weltmeisterschaft – Cyclocross (U23)

2004
- Belgischer Meister – Cyclocross (U23)
- Cyclocross Asteasu
- Cyclocross Harnes (U23)

2005
- Cyclocross Asteasu
- Cyclocross Isparter
- Cyclocross Idiazabal

2007
- Cyclocross Vendin

2008
- Cyclocross Isparter

### Straße
2004
- eine Etappe Circuito Montañés

## Teams
- 2004 Vlaanderen-T Interim
- 2005 Chocolade Jacques-T Interim
- 2006 Chocolade Jacques-Topsport Vlaanderen
- 2007 Chocolade Jacques-Topsport Vlaanderen
- 2008 Sunweb Pro Job